# Gavrilov-Jam
Gavrilov-Jam (rusky Гаврилов-Ям) je město v Jaroslavské oblasti v Ruské federaci. Při sčítání lidu v roce 2010 měl bezmála osmnáct tisíc obyvatel.

## Poloha a doprava
Gavrilov-Jam leží na řece Kotoroslu, pravém přítoku Volhy. Od Jaroslavle, správního střediska oblasti, je vzdálen přibližně pětačtyřicet kilometrů jižně.
Do města vede od západu dvacetikilometrová místní železniční trať ze Semibratova, kde je napojena na Transsibiřskou magistrálu.

## Dějiny
První zmínka o sídle je z roku 1545, kdy patřilo pod jménem Gavrilovo Trojicko-sergijevské lávře. Jméno vychází z ruské varianty jména Gabriel, jam znamená v ruštině poštovní či přepřahací stanici (odtud známější slovo jamščik, poštovní kočí). V obci je i malé muzeum historie poštovní dopravy. Z roku 1580 je doklad jména Gavrilovskij Jam a z pozdější doby i varianta Gavrilov-Jamskaja sloboda. Podoba Gavrilov-Jam je používána od konce 18. století.
Od 5. srpna 1922 má Gavrilov-Jam status sídla městského typu a od 26. prosince 1938 je městem.